# Clinical Pharmacology & Therapeutics
Clinical Pharmacology & Therapeutics (abrégé en Clin. Pharmacol. Ther.) est une revue scientifique à comité de lecture spécialisée dans tous les aspects concernant le traitement des maladies.
D'après le Journal Citation Reports, le facteur d'impact de ce journal était de 7,903 en 2014. Actuellement, le directeur de publication est Scott Waldman (Université Thomas Jefferson, États-Unis).

## Résumé et indexation
La revue est résumée et indexée dans :
Chemical Abstracts Service
Current Contents/Clinical Medicine
Current Contents/Life Sciences
BIOSIS Previews
EBSCO Information Services
Index Medicus/MEDLINE/PubMed
Science Citation Index
Scopus